# Gyroptychius
Gyroptychius — вимерлий рід тетраподоморфних з девонського періоду. Гіроптихій був швидким річковим хижаком з витягнутим тілом завдовжки близько 30 сантиметрів. Оскільки його очі були відносно маленькими, припускають, що він полював за допомогою запаху, а не зору. У Gyroptychius були короткі щелепи, що давало йому потужний укус. Всі його плавники, крім грудних, були перенесені на спину, збільшуючи силу хвоста під час плавання.